# Tablou votiv

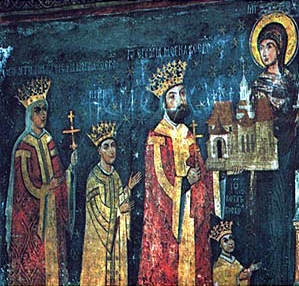
Fragment din tabloul votiv cu chipul domnitorului Ieremia Movilă de la Mănăstirea Sucevița.

Tabloul votiv este o pictură întâlnită adesea la bisericile creștine în care sunt reprezentați ctitorii bisericii (uneori împreună cu familia lor) oferind macheta bisericii, prin intermediul sfinților (patroni ai bisericii), către Maica Domnului și Mântuitorul Iisus Hristos. Este deosebit de popular în arta bizantină.